# Chasmodia andicola
Chasmodia andicola är en skalbaggsart som beskrevs av Ohaus 1903. Chasmodia andicola ingår i släktet Chasmodia och familjen Rutelidae. Inga underarter finns listade i Catalogue of Life.